# 人文地理学の歴史
本稿では、人文地理学の歴史（じんぶんちりがくのれきし）について論述する。

## 概要
人文地理学は、人文的事象を扱う地理学の下位分野であり、自然的事象を扱う自然地理学と並立させられる。しかし、この分野が成立する以前より「人文地理学」に分類されるような営為は蓄積され続けていた。このことについて、「人間が現れて以来、人文地理学は存在し続けている」と論じる研究者もいるが、すくなくとも西洋世界において、学問としての地理学が提唱されたのは古代ギリシャ期のことであり、その後も地理学的営為は連綿と続けられた。
とはいえ一般に、分野としての人文地理学は、1882年にドイツの地理学者であるフリードリヒ・ラッツェルが提唱したものであると考えられている。ラッツェルは生物学的なアナロジーを地理学の人文的事象に代入し、歴史に対する自然の影響を因果論的に解明しようとした。このことから彼は、特にその後のアメリカにおいて活発化する環境決定論の提唱者としても知られている。また、日本においても、学術分野としての地理学が形成される過程についてはラッツェルが強い影響力をもたらした。しかし、ラッツェルが分野としての人文地理学を提唱したのちも、この議論がすぐさま受け入れられたわけではなく、同時期ドイツにおいてはフェルディナント・フォン・リヒトホーフェンが提唱した自然的事象・人文的事象をいずれも地誌的な観点から論じるコロロギーが強い影響力を有した。また、リヒトホーフェンに師事したアルフレート・ヘットナーはラッツェル的な一般法則を定立しようとする地理学に疑問を呈し、地誌の個別記述からなる地理学の重要性を主張した。一方で、オットー・シュリューターは彼のコロロギー的地理学を批判し、「景観像を構築するもの」としての人文的事象についての研究をもとに人文地理学を構築しようとした。
こうした近代ドイツ地理学の動向は他国にも大きな影響を与えた。アメリカにおいてはヘットナーの思想をリチャード・ハーツホーンが、シュリューターにはじまる景観論的思想をカール・サウアーが受け入れた。とはいえサウアーらバークレー学派の地理学は傍流にとどまることとなり、近代アメリカの地理学においては、ハーツホーンの主導した、定性的な地誌記述を中心とする研究が主流を占めることとなった。こうした実情は1950年代、フレッド・シェーファーにより厳しく批判されるところとなり、各地で「計量革命」として知られる地理的事象の数理的な定式化が進められた。一方で、人文的事象を定量的なものとして還元するアプローチには批判も集まり、1960年代以降には行動地理学や人文主義地理学といった、人間の主観的世界を取り扱おうとする分野が注目を集めた。さらに、1960年代から1970年代にかけて隆盛を誇った学生運動は人文地理学にも強い影響を与え、ラディカル地理学とよばれる研究アプローチが生まれた。これはのちに、マルクス主義地理学やフェミニスト地理学といった分野に継承された。
さらに、1980年代後半以降においては、イギリスを中心としてカルチュラル・スタディーズの影響を強く受けた、文化論的転回とよばれる新たな研究の潮流が生まれた。この研究アプローチは景観を含む表象が形成されるプロセスそのものを地理学の研究対象としたが、これはマルクス主義地理学などもふくむ、従来の法則定立的な地理学そのものに関する批判として機能した。ロサンゼルス学派の研究者らの主導により、1990年代以降の人文地理学においてはポストモダニズム的アプローチが採用されるようになる。こうした研究動向は、アクターネットワーク理論の導入などを通して、2000年代以降は空間を様々な行為主体が形成するネットワークとして理解する関係論的アプローチが影響力をもちはじめることとなった。

## 人文地理学成立以前の地理学
一般に、「人文地理学」の概念をはじめて提唱したのは、19世紀ドイツの地理学者であるフリードリヒ・ラッツェルだと考えられている。しかし、人文地理学的な営為はそれよりはるか以前より蓄積され続けていた。Warf (2010)はこのことについて「人間が現れて以来、人文地理学は存在し続けている」と述べる。一方で、Gibson (2020)が論じるように、人文地理学を自然地理学と並立する、地理学の下位分野として位置付ける考えは地理学の歴史において比較的最近あらわれたものであり、ラッツェル以降も必ずしも定着したものではない。本節では、ラッツェルまでの、おもに西洋世界における地理学の歴史について概説する。

### 古代から近世の地理学

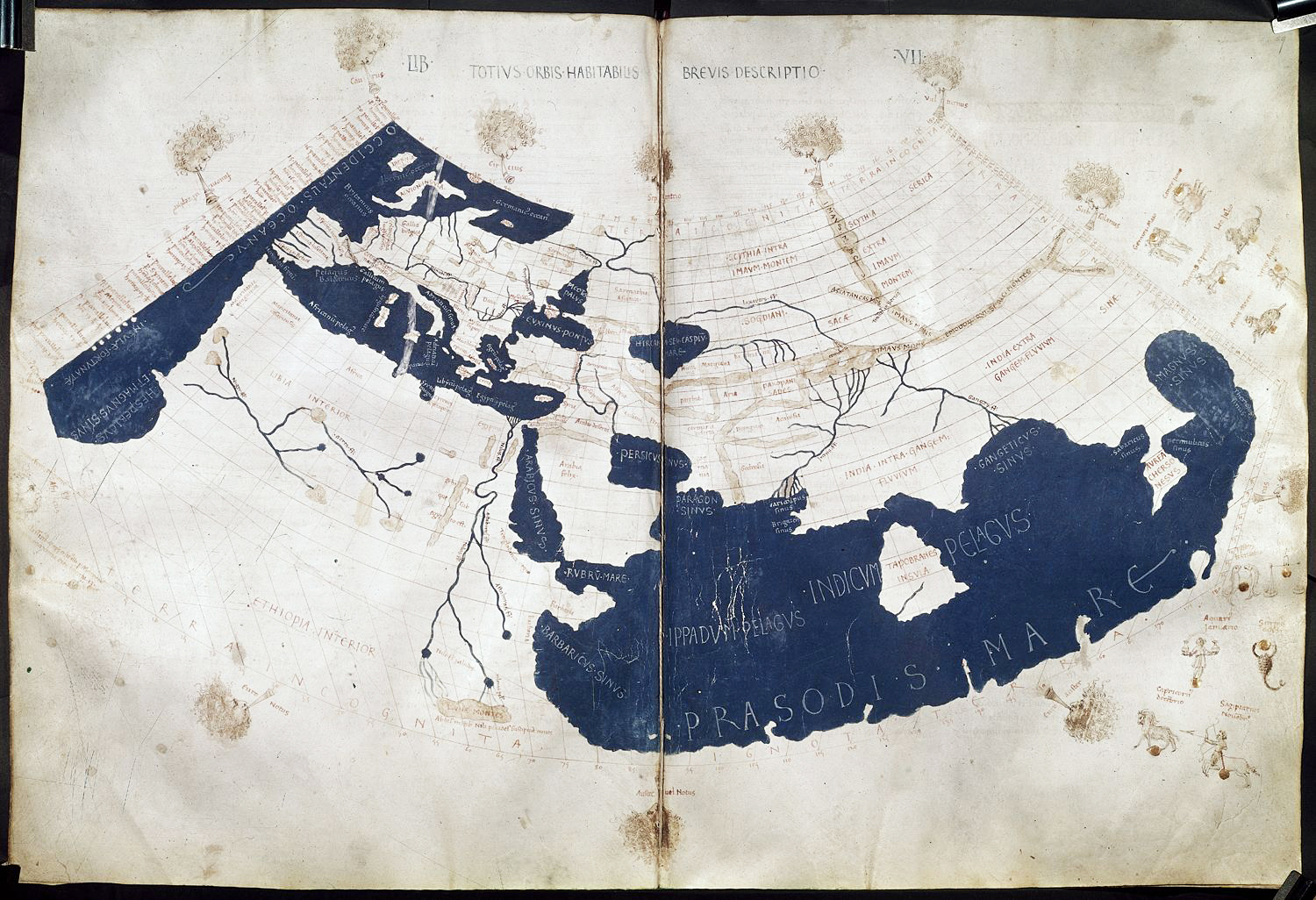
プトレマイオス図。15世紀作成。プトレマイオス本人が作り上げた地図は現存しないものの、1460年頃から彼が編纂した経緯度表による図の復元が行われ、このような世界地図が作り上げられた。

「地理学」（希: Гεωγραφία）という言葉をはじめに用いたのは紀元前3世紀の学者であるエラトステネスであると考えられている。ギリシャおよびローマではその後の西洋における地理学を基礎づける業績が数多く生まれ、地球の大きさを測り、地図をともなう既知世界（希: Οἰκουμένη）の記述を行ったエラトステネス、その3世紀後に『地理誌』を執筆したストラボンなどがあらわれた。アレクサンドリアの天文学者・地理学者である、クラウディオス・プトレマイオスが、150年ごろ上梓した全8巻の『地理学』は、古代西洋世界の地理的知識の集成として知られる。プトレマイオスはまた、地球全体についての知識を問う地理学と、特定地域の知識を問う地誌を区別した。
中世ヨーロッパの地理学は神学的イデオロギーの強い影響をうけ、ギリシャの実証主義的伝統は後退した。一方で、7世紀から12世紀までのアラブ帝国において、地理学は盛んに研究された。なかでも地図作成技術は進んでおり、シチリア王国のルッジェーロ2世のように、キリスト教国の王にもイドリースィーのようなアラブ人地図作成者を雇用する者がいた。エジプトのイブン・ハルドゥーンは『歴史序説』を書いたが、これは人間と環境の相互作用について明言した歴史書としてははじめてのものであると考えられる。
ルネサンス期には西洋においてもプトレマイオスの再評価、イスラム知識の流入、羅針盤使用による沿岸航海の発達がなしとげられたほか、バルトロメウ・ディアスの喜望峰周航、ヴァスコ・ダ・ガマのインド航海、クリストファー・コロンブスのアメリカ大陸航海などを通して地理的知識が飛躍的に増加した。16世紀の人文主義者であるペトルス・アピアヌスは、プトレマイオスの地理学と地誌の区別を継承し、『コスモグラフィア（羅: Cosmographia）』を執筆した。同著はヨーロッパにおける当時の知識の集成として知られ、ゼバスティアン・ミュンスターの『コスモグラフィア』とともに、地理学の主要書籍としてヨーロッパの諸言語に翻訳された。
ニコラウス・コペルニクスによる宇宙観の変革と、マルティン・ルターやジャン・カルヴァンらによる宗教改革は、地理学を含む人間の知的認識に大きな変化をもたらした（科学革命）。ドイツの地理学者であるベルンハルドゥス・ウァレニウスは、1650年に『一般地理学（羅: Geographia Generalis）』を上梓し、地誌と中世的・神学的な地理学から脱却し、法則や理論を希求する科学的地理学を志向しようとした。同書はアイザック・ニュートンにより英語にも翻訳され、その後150年間にわたり地理学の主要な教科書として用いられた。イマヌエル・カントはドイツにおいて地理学を主題とする大学講義を行った最初期の人物として知られており、ケーニヒスベルグ大学で自然地理学の講義を1765年からおよそ40年にわたり担当した。カントは時間と空間を二分し、前者を記述する学問が歴史学、後者を記述する学問が地理学であると論じた。カントはこのうち、歴史が生み出される基盤としての空間の意義を重んじ、歴史を空間とともに考えるための自然地理学を学ぶ意義を強調した。

### 近代地理学の成立
19世紀ドイツの地理学者であるアレクサンダー・フォン・フンボルトとカール・リッターは、近代地理学の祖であるといわれる。フンボルトは南アメリカやシベリアを調査旅行し、各地の地形や気候に関する情報を収集するとともに、自然環境の違いに応じて植生や住民の生活に差異が生じることを明らかにした。リッターは1820年に新設されたベルリン大学に、世界ではじめてとなる地理学講座の主宰として赴任し、フンボルトの影響も受けながら地誌研究の成果を比較検討して、帰納的な原理を見出そうとした。フンボルトとリッターは、第一次科学革命期の地理学者であるウァレニウスやカントの築いた、文献に依拠する観念的地理学を乗り越え、フィールドワークとその理論化を主軸とする近代科学としての地理学の礎を作り上げた。
産業革命・都市化・識字率の向上・大学の拡大・植民地政策にともなう地理情報の実務的な需要の高まりをうけて、専門的学域としての地理学は成長し、1821年にはパリ地理学会、1828年にはベルリン地理学会、1830年にはロンドン地理学会と、各所で地理学会が開設された。これらの学会は探検や地理学的発見事業の資金調達のための機関として機能し、植民地獲得競争が激化する中で国家にとって重要な役割を果たすようになった。また、これらの学会は、地理教育者の拡充と地理学の学術的信頼性の担保を目的として、大学における地理学の存在感を高めるようロビー活動を行った。ドイツ語圏においては1870年代より各所の大学で次々と地理学講座が設置され、ラッツェルやフェルディナント・フォン・リヒトホーフェンをはじめとする多くの研究者が地理学教員としての職を得た。

## 近代の人文地理学

### ラッツェルの人類地理学

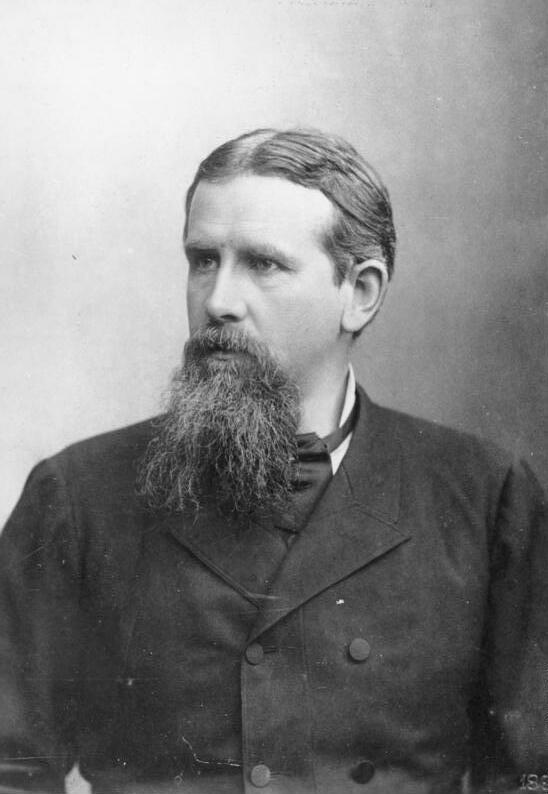
フリードリヒ・ラッツェル（1844年 - 1904年）

ラッツェルは1882年に『人類地理学（独: Anthropogeographie）』を上梓したが、これが学問名称としての人文地理学のはじまりであるといわれている。生物学者として自らのキャリアをはじめたラッツェルは、チャールズ・ダーウィンやエルンスト・ヘッケルの影響を受けながらドイツ地理学に進化論的理念を導入し、歴史に対する自然の影響を因果論的に解明しようとした。
当時の進化論においてはジャン＝バティスト・ラマルクの獲得形質論を背景とする、人種を地域の環境の産物とみなす立場があったが、ラッツェルもまたこの説を採用した。彼は、地表に様々な生物が拡散したのち、地理的障壁により混交を妨げられることによって生物多様性が生じると考え、人類の進化についても、民族の特性はその領域特性と緊密に結びついていると論じた。晩年の著作『政治地理学（独: Politische Geographie）』において、ラッツェルは、人文地理学は生物学的存在としての人類が地表で展開する運動の法則を探求することであるが、その運動は「一定のかたちの岩にあたった波がつねに同じかたちで砕けるのと同じように」一定の自然環境の下ではつねに同一の道をたどるものと論じた。さらに、彼は国家についても生物学的アナロジーを当てはめることができると考え（国家有機体説）、歴史を文化発展に応じて空間的に拡大しようとする有機体的存在としての国家の闘争の過程として論じようとした。
ラッツェルは地理学において、環境決定論的命題を最初に定式化した人物として知られているが、一方でその理論的立場の運用には慎重な立場を見せていた。ラッツェルは国民それぞれの独立性ゆえに、国家を有機体として説明しきることは困難であること、イギリスやドイツにおける石炭に代表されるよう、国家の経済発展に対する自然環境の意義も歴史的に変容するものであることなどを論じ、自らの学説に一定の留保をつけている。

### 環境決定論の受容と環境可能論の誕生
同時代でのドイツでは、リヒトホーフェンの主導する、自然地理学的要素を重視した地誌学であるコロロギーや、地形学が主流の研究となったため、ラッツェルはあまり注目されなかったが、ドイツ国外においては広く歓迎された。アメリカからライプツィヒ大学に留学し、ラッツェルに師事したエレン・センプルは、ラッツェルの環境決定論を英語圏に広めたことで知られている。センプルはラッツェルの国家有機体説を採用しなかったものの、寒暑の差が極端でない温帯は寒帯や熱帯に比べて「文化的可能性にも富んでおり、そのために歴史的重要性にも富んでいる」といった通俗的な環境決定論を説いた。また、エルズワース・ハンティントンは1915年に『気候と文明（英: Civilization and Climate）』を上梓し、文明がどの程度発達するかは一義的に気候によって決まると論じた。
フランスのポール・ヴィダル・ドゥ・ラ・ブラーシュは、ラッツェルの議論を環境決定論とは異なるかたちで発展させた。ヴィダルは地表における諸現象のつながりである「地的統一（仏: unité terrestre）」を地理学の基本理念に置いた。人間と自然を一元的に考えるという点において彼の思想はラッツェルと同様であるが、ラッツェルが環境要因を重視したのに対して、ヴィダルは人間の営為を重視した。彼は人間が土地自然との関係の中で築き上げてきた「生活様式（仏: genres de vie）」と、それが地表に表現された結果うまれる景観（仏: paysage）を地理学の研究対象にすえた。ヴィダルの地理学的手法は、彼の弟子であるリュシアン・フェーヴルによって「環境可能論」と名付けられた。

### 20世紀前半のドイツ地理学
ラッツェルとリヒトホーフェンの死後、ドイツ地理学で指導的な地位を担ったのはアルフレート・ヘットナーとオットー・シュリューターであった。
リヒトホーフェンに師事したヘットナーは、地理学の目標は大陸や国家、市町村、集落といった様々なスケールの地域の性質を、地域を構成する諸要素の因果的統一として地誌的に解明することであり、特定の作物や施設の分布といった個別の現象は地理学の対象となりえないと論じた。また、ヘットナーは、地理学は本質的に法則定立的ではなく、個別記述的な学問分野として規定されるべきものであると論じ、ラッツェルにはじまる決定論的な地理学を退けた。
ヘットナーは、自然的事象と人文的事象をコロロギーというひとつの文脈に統合しようとしたが、シュリューターは、彼の考えを「地理学研究の対象があらゆる方向に拡散してしまい、素材の選択について何ら手掛かりがない」と批判した。シュリューターは、人文地理学の研究対象となりうるものは集落、交通路、水路、耕地、田地といった「景観像を構築するもの」であると論じ、自然的事象が関係しない限り人文的事象を研究対象としない、リヒトホーフェンやヘットナーの考えを退けた。ジーグフリード・パッサルゲはシュリューターの景観論を継承し、景観学（独: Landschaftskunde）を提唱した。

### アメリカ地理学の変容

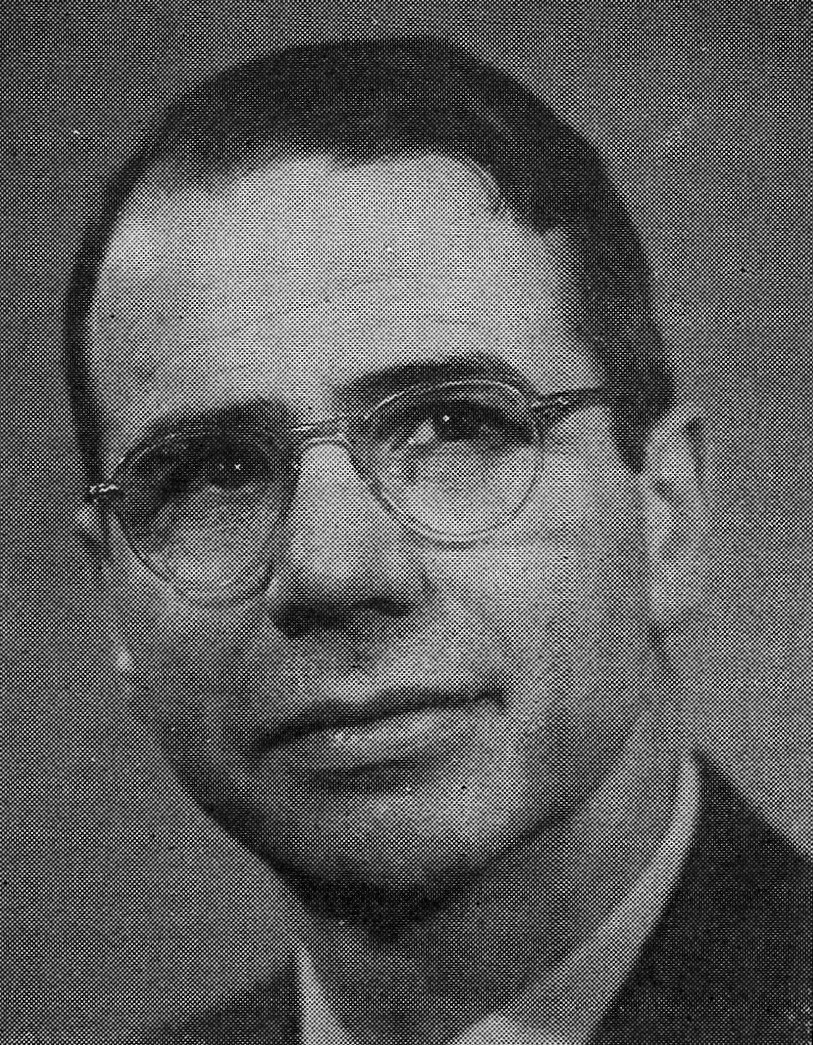
リチャード・ハーツホーン（1899年 - 1992年）

前述したように、アメリカではセンプルやハンティントンに代表される、環境決定論的な地理学が優勢であった。こうした地理学者が東部の大学に集中していた一方、中西部のシカゴ大学では自然科学を少しずつ排除し、人文地理学的色彩を強めようとする傾向が強まっていた。1919年よりシカゴ大学の地理学科主任となり、アメリカ地理学会の会長も務めたハーラン・バロウズ（Harlan H. Barrows）は人間生態学としての地理学を唱え、自然環境に対して人間が行う調整に焦点をあてようとした。
シカゴ大学で地理学を学び、カリフォルニア大学バークレー校で教鞭をとったカール・サウアーは、シュリューターやパッサルゲが構築したドイツ景観学の方法論を受け入れつつ、1925年に「景観の形態学（英: The Morphology of Landscape）」を発表した。サウアーとその弟子からなるバークレー学派は、文化を「世代や民族を超えて継承される、個人を超越した存在」と規定し、これが営力として自然景観に作用することで文化景観が形作られると論じた。
一方で、ヘットナーの理論的後継者として知られるのがアメリカのリチャード・ハーツホーンである。ハーツホーンはバークレー学派の、非可視的事物を排除しようとする景観論的考えに疑問を抱き、地理学は個性記述的手法を通して地域分化を研究する学問であると論じた。

### 近代日本における人文地理学の展開
日本においては1907年、京都帝国大学文科大学史学科に地理学講座が開設され、小川琢治と石橋五郎が教鞭をとった。続いて、1911年には東京帝国大学理科大学地質学科においても地理学講座が設置され、山崎直方が講師に赴任した。
初期の日本地理学は当時「黄金期」をむかえていたドイツ地理学の強い影響を受けており、1889年の『地学雑誌』創刊号に巻頭論文として収録された、小藤文次郎の「地学雑誌発行ニ付地理学ノ意義ニ解釈ヲ下ス」はラッツェル『人類地理学』の抄訳であることが指摘されている。地理学を「地ト人トノ関係」と論じ、ラッツェルを近代人文地理学の到達点と評価した石橋は、『人類地理学』の集落地理的な考察に大きな影響を受けながら武庫周辺の集落の変遷について研究した。また、小川は「居住地理学」を提唱し、砺波平野の散村に関する研究を行ったほか、刀剣の銘文を判読することによって刀工の地理的分布を明らかにした。
一方で、辻村太郎はパッサルゲやサウアーの思想に影響を受ける形で、日本の地理学に景観学を導入しようとした。もと地形学を専門としていた辻村は、自然科学的な類型論のもと景観を分類することを試み、これは吉村信吉や松井勇といった人文的地域現象を定量的にとらえようとする追従者をうみだした一方、景観の形態のみに焦点を当て、歴史的背景を無視する彼の考えは小牧実繁や村松繁樹などにより批判された。

## 現代の人文地理学
現代の人文地理学は英語圏が中心となって発展し、世界各国に影響を与えていった。

### シェーファーの例外主義批判と計量革命
1950年代までのアメリカ地理学は、ヘットナーやハーツホーンの主導した、定性的な地誌記述を中心とする研究が主流を占め、一般理論を求めようとする動きは停滞していた。中央情報局（CIA）の前身にあたる戦略情報局（OSS）は、第二次世界大戦期に多くの人文地理学者を雇用した。地理学を含む学際的な研究を通してとりまとめられた対戦相手国の実情報告書の有用性が認められ、戦後アメリカでは各大学に地域研究センターがつくられた。一方で、地理学そのものが戦時期に果たすことのできた役割は微々たるものであり、このことを契機としてアメリカにおける地理学の重心は地誌学から系統地理学に大きく傾くこととなる。こうした状況下の1953年、フレッド・シェーファーは「地理学における例外主義（英: Exceptionalism in Geography: A Methodological Examination）」において地理学の現況を厳しく批判し、一般法則を追求する必要性を主張した。
こうした地理学の間隙を埋めるかたちで誕生したのが地域科学である。この分野はハーバード大学で経済学を学んだウォルター・アイザードによって創始され、ヨハン・ハインリヒ・フォン・チューネンの農業立地論、アルフレート・ヴェーバーの工業立地論、ヴァルター・クリスタラーとアウグスト・レッシュの中心地理論などを背景としながらも、地域の将来予測も可能とする、社会科学における空間理論の体系化がすすめられた。1954年に発足した、地域科学会の創設メンバーにも名を連ねたエドワード・アルマンは、ウィリアム・ギャリソンとともにワシントン大学で新分野としての計量地理学の発展に邁進した。ワシントン大学では、当時普及しはじめていた大型計算機であるIBM 604も導入された。コンピューターの導入は、多量の統計処理を必要とする計量地理学の成功にとって必要不可欠のものだった。
計量革命の動きはアメリカ国外にも広まっていった。スウェーデンではトルステン・ヘーゲルストランドがモンテカルロ法を用いて空間的拡散の研究を行った。イギリスでは、ピーター・ハゲットとリチャード・チョーリーによって計量革命がおし進められた。イギリスの計量地理学は計量化より理論化・モデル化を志向した点でアメリカのものとは異なり、彼らのアプローチは「新しい地理学（英: New Geography）」と呼称された。また、ロジャー・トムリンソンはこの時代、カナダ地理情報システム（CGIS）を構築した。これは「GIS」の名前を有するはじめてのシステムとして知られている。

### 人間主体的な理論の発展
1960年代以降、計量主義的アプローチに対する批判が次第に現れるようになる。これらは、計量地理学の機械論的モデルが人間を集計量として数的に還元し、個々人のふるまいや心的過程を問わないことに疑問を呈するものだった。計量革命に批判的な地理学者は、これに代わる人間主体的な理論を構築しようと試みた。
こうした動きの中で注目されたのが、客観的に実在する地理的環境ではなく、人間が主観的に意味を付与した行動的環境を対象とする行動地理学である。ギルバート・ホワイトはこの分野の先駆者であり、災害常習地における住民の環境知覚を研究した。また、レジナルド・ゴリッジは建築計画家のケヴィン・リンチが導入したメンタルマップの概念を、人間の空間記憶、認知能力、経路探しを理解する広範なプロジェクトに拡張した。
1960年代後半に現れた人文主義地理学は、現象学や実存主義をはじめとする哲学的思想を背景に置きながら、人間中心的な地理学を構築しようとするものである。このアプローチの先駆者として、イーフー・トゥアンやエドワード・レルフが知られている。人文主義地理学者は、社会現象に一般法則が存在するという自然主義的仮定に反発し、行動地理学を含めた、一般化の科学的原理にしたがう空間科学としての地理学を批判した。空間における意識と存在を主題とするこのアプローチは、適切な方法論的手順を構築することに失敗した一方で、地理学における有意義な知的生産手段として質的研究を定着させることに成功した。

### ラディカル地理学
1960年代から1970年代には、各地で資本主義や国家に対抗する革命運動や民族解放運動、学生運動が行われ、人文社会科学全般において科学や客観性のもと、権力や秩序に奉仕する既存の学問に対する疑義が論じられた。こうした背景のもと生まれたのがラディカル地理学である。計量地理学者のウィリアム・バンギは1969年、ウェイン州立大学を追放されたのち地理探検協会（英: Society for Human Exploration）を設立し、デトロイトの黒人住民とともに市内の格差に関する定量的調査を行った。また、同年にはクラーク大学においてラディカル地理学を専門とする学術誌である『Antipode』が創刊される。
当初のラディカル地理学は一定の理論的方向を有していなかったが、1970年代にはカール・マルクスの理論にもとづく地理学理論であるマルクス主義地理学が台頭しはじめる。こうした動きの旗手となったのはデヴィッド・ハーヴェイである。ハーヴェイは、都市化の過程における資本主義的矛盾について研究し、上流階級と労働者階級の居住分化が労働者階級の政治参加を妨げる手段として機能していることを明らかにした。彼の論考はニール・スミスをはじめとする後続の研究者に繰り返し参照された。マルクス主義地理学は人文主義地理学や行動地理学が論じたような人間の自律性を懐疑し、個人の生活を決定づける社会的構造を重視した。
また、ラディカル地理学のもうひとつの大きな動きとして存在したのがフェミニスト地理学である。1960年代以前の地理学は主に男性によって教授されるものであり、性差による行動の差異や、空間的分布の背景にある権力構造をほとんど意識していなかった。ゆえに、初期のフェミニスト地理学は、地理学研究における女性の可視化と、女性地理学者の地位確立を重視した。

### 文化論的転回

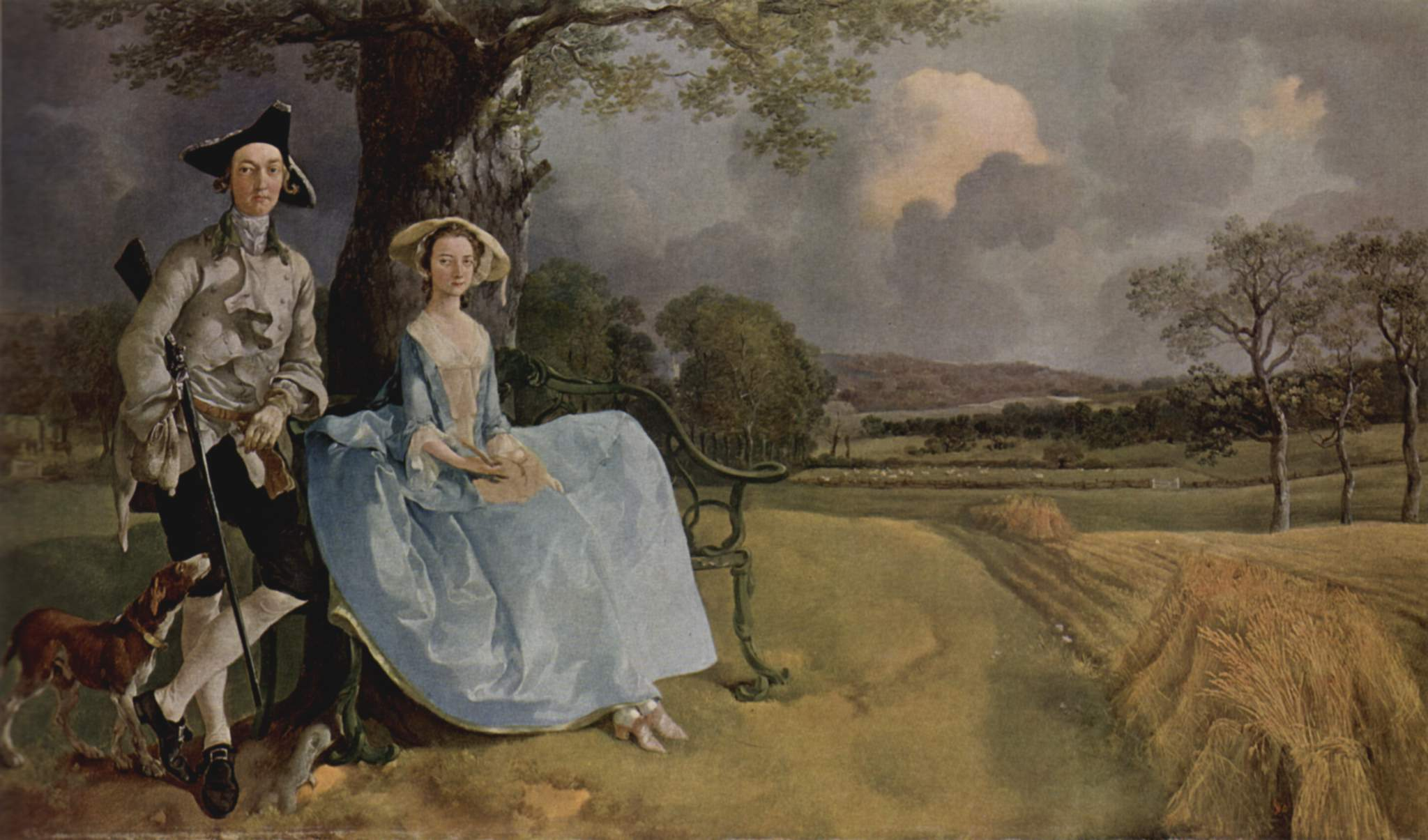
コスグローヴは風景を、特定の社会階層の「物の見方と表象の仕方」であると定義した。たとえば、トマス・ゲインズバラ「アンドリューズ夫妻」に描かれる農村風景からは、夫妻の「地主として描かれた自らの姿を見るという喜び」を見出すことができる。ここに、労働者である農夫が描かれることはない。

1980年代後半のイギリス地理学においては、カルチュラル・スタディーズの影響を強く受けた、文化論的転回とよばれる新たな研究の潮流が生まれた。従来、地理学における文化はサウアーが論じたように、景観にはっきりと現れる静的な存在として理解され、サウアーら「バークレー学派」の主導する文化地理学は農村の歴史的景観の復元に比重を置いた。しかし、この潮流を通して生まれた「新しい文化地理学（英: New cultural geography）」において、文化は人々の利害関係のせめぎあいを通して生まれる社会的な記号のシステムとして再定義された。1987年、デニス・コスグローヴとピーター・ジャクソンは「文化地理学の新しい方向（英: New directions in cultural geography）」を発表し、それまでの文化地理学とは一線を画す「新しい方向」、すなわち「歴史的なものと同時に現代的、空間的なものと同時に社会的なもの、農村的なものと同時に都市的なもの」を対象とする文化地理学を宣言した。
この流れにおいて地理学者は、「文化」を意味が変わりやすく、不安定な人々が物質的対象としての世界を理解する媒介として捉え、意味を作り出すテクストの役割に焦点を当てつつ、この意味が物質的世界および社会的世界においてどのように具体化され、埋め込まれるのかを研究した。当初、都市や地域の諸問題を取り扱っていたラディカル地理学が多様化し、文化現象が興味の対象に含まれたことも関係し、文化論的転回は文化地理学内部にとどまらない、人文地理学全体における大きな趨勢となった。

### ポストモダニズムの受容と差異の地理学
文化論的転回を通して、表象が形成されるプロセスが地理学の研究対象となったことは、従来の地理学が有していた認識的枠組みそのものに対する再考を促す要因ともなった。マイケル・ディアやエドワード・ソジャといったロサンゼルス学派の研究者は、ポストモダニズム的アプローチの導入を唱え、従来の実証主義やマルクス主義といったアプローチが有していた、「1つの理論が、あらゆる現象をすべて十分に説明できる」とするモダニズム的前提を否定した。この動きは、彼らが拠点とした都市であるロサンゼルスが、フレドリック・ジェイムソンが「ポストモダニティの『具体的な全体化』」であると論じ、ディアがキノに例えた（キノ資本主義）、従来の都市理論を無視する発展を続けていたことを背景のひとつとしている。
同様に、1980年代中葉のフェミニスト地理学においては、既存の文脈に女性という因子を加えるだけでは地理学における性差別主義を取り除くことはできず、その背景にあった、女性を排除することを正当化する地理学の理論的枠組みそのものを問い直すべきであるとする意見が生まれていた。ジャニス・モンクと スーザン・ハンソンは1982年に「人文地理において半分の人間を排除しないこと（英: not excluding half of the human in human geography）」を発表し、男性が地理学的知を独占し、女性を他者化している現状を批判した。また、ジリアン・ローズは1993年の『フェミニズムと地理学：地理学的知の限界（英: Feminism & Geography: The Limit of Geographical Knowledge）』において、理性と男性、身体と女性を結び付け対置する、デカルト以降の合理主義が有する女性蔑視的性別観こそが、地理学における男性中心主義を温存させていたと論じた。
フェミニスト地理学はポストモダン地理学と部分的に同じ目的を有していたものの、当初、フェミニスト地理学者は男女の差異をその他の差異よりも重視する立場から、ポストモダン的方法論を疑問視した。また、ポストモダン地理学者の著作が有していた男性中心主義的な記述は批判の対象となった。しかし、フェミニスト地理学においても「理論から生ずる権力の構築」をまねく包括的理論の構築は避けられ、ジェンダー、階級、人種、セクシュアリティといった多様な差異の交錯がいかにして空間を構築するかを、研究課題とするようになった。また、こうした流れの中で、1990年代には身体を社会と不可分にかかわりながら構築される空間の一種とみなし、地理学の研究対象とみなす動きが現れた。

### ポストヒューマニズムと関係論的地理学

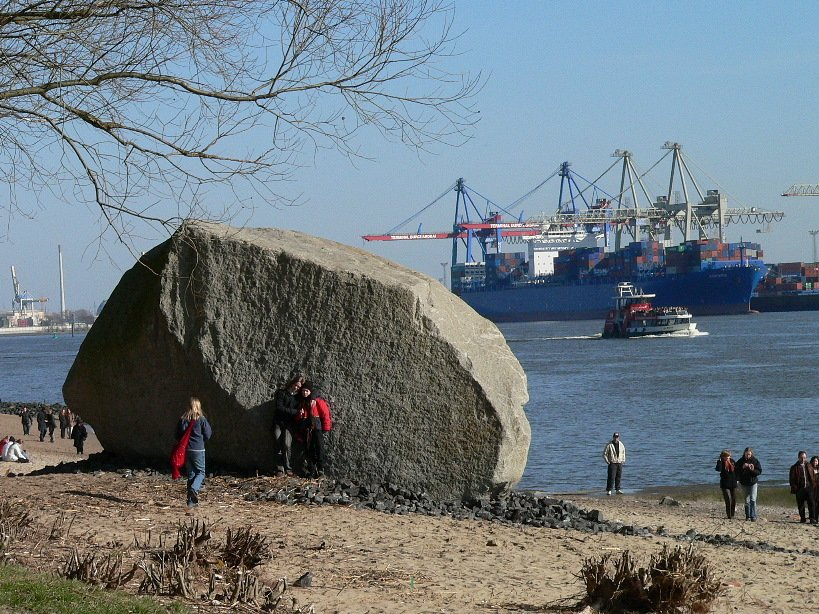
「ハンブルグ最古の移民」として知られる迷子石。マッシーは、無時間的に見える自然景観すら巨視的には動き続けていると論じ、文化のグローバルな流動性と対置される「場所の固定性」を否定し、かわりに場所を「出来事」としてとらえることを求める。

文化論的転回以後の地理学が表象を主な研究対象として取り扱ったことは、言語によって世界が構築されているという前提のもと成立するものであった。言語を操作する主体としての人間に超越的地位をもたせることにつながるこの前提は問題視され、1990年代末期にはポストヒューマニズムとよばれる動向が生まれる。また、従来人間だけが有するとみなされていた行為主体性を人以外の存在にも与え、人間と事物や自然の平衡関係を主張するアクターネットワーク理論は地理学にも強い影響を与えた。
ピーター・ジャクソンは、2000年の「社会・文化地理学を再物質化する（英: Rematerializing social and cultural geography）」において、現代社会におけるローカルなものとグローバルなものが複雑に絡み合ったネットワークが、空間や場所を作り上げる歴史的過程を取り上げ、「物質」を、人間の諸関係を作り出す能動的な存在として取り扱った。ドリーン・マッシーは、空間や場所は独立したものではなく時間とともに絶えず関係性の中で作られては改変されるプロセスであると論じ、自分自身と隣り合う他者、人間ならざるものが存在しあい、関係性を生み出していくことを「ともに投げ込まれていること（英: throwtogetherness）」という言葉で表現した。また、サラ・ワットモアは2002年に『ハイブリッド地理学（英: Hybrid Geographies）』を上梓し、世界は主体たる人間だけではなく、従来客体とされていた事物や自然によっても形づくられていると論じ、主体と客体の関係は一貫したものではなく、つねに不安定な到達にあると主張した。ナイジェル・スリフトは非表象理論を提唱し、世界を表現し構造把握する営為たる記号から距離を置き、「関係性の空間」に生起する情動的・感性的な身体的実践に焦点を当てることを主張した。
一方で、関係論的地理学に対する批判的立場もある。キー・マクファーレン（Key MacFarlane）は、2015年の『千のCEO（英: A thousand CEOs）』において、空間を「政治、コンフリクト、可能性の場」として捉え、かつそれを対立図式や、権力や資本主義といった作動形式を用いずに描写しようとする関係論的思考は、そのプロセス自体を批判的に分析することを不可能にし、「欲望」を潜在的に正当化するものであると論じた。